# Окунев, Яков Маркович
Я́ков Ма́ркович О́кунев (настоящая фамилия О́кунь; 6 (18) февраля 1882, Бендеры, Бессарабская губерния — 27 декабря 1932, Петропавловск) — русский писатель-фантаст, журналист, редактор. Стоял у истоков жанра научной фантастики в СССР.

## Биография
Яков Окунь родился в бессарабском городе Бендеры в 1882 году в еврейской семье. Учился на историко-филологическом факультете Новороссийского университета в Одессе. С 1903 года участвовал в революционном движении, за что несколько раз арестовывался, был исключён из университета и выслан в 1907 году. Одновременно, с 1903 года, начал публиковать стихи, рассказы и публицистику в одесских газетах.
Первая книга Я. М. Окунева «Каменное иго» вышла в 1914 году в Петербурге и в том же году он был призван в армию, участвовал в Галицийском походе русской армии (1914) и был награждён Георгиевским крестом. За время службы выпустил два сборника военных очерков — «Воинская страда» и «В огне войны» (оба — 1915). К жанру научной фантастики впервые обратился в 1916 году в рассказе «Бред».
После демобилизации работал редактором газет при политотделах на фронтах Гражданской войны, затем поселился в Москве, сотрудничал в «Правде», в газетах «Московский рабочий» и «За пищевую индустрию». В 1923 году был исключён из партии.
В 1922 году Я. М. Окунев опубликовал роман «Грани» (в книжной форме — 1928). В 1920-е годы им была опубликована утопическая трилогия о далёком будущем — «Грядущий мир: 1923—2123» (Ленинград, 1923, в переработанном виде «Газ профессора Морана», 1926), «Завтрашний день» (Москва, 1924) и «Катастрофа» (1927). В 1925 году в Екатеринославе вышла повесть «Петля», в которой вновь были задействованы герои «Грядущего мира» (книжное издание под названием «Золотая петля», 1926). Другие фантастические повести Я. М. Окунева: «Лучи доктора Грааля», «Парижская коммуна» (обе 1923). Последней работой Я. М. Окунева в жанре фантастики стала повесть «Суховей» (1930). Отдельными изданиями вышли романы «Грани» (1928), «Чёрная кровь» (1928), «Святые вредители» (1929). Подвергшись критике как «мелкобуржуазный попутчик», он изменил тематику на политико-этнографическую, опубликовав книги «По Китайской восточной дороге» (1929), «В стране генералов и кули» (1930), «Там, где восходит солнце» (1930), «Зея» (1930) и «Кочевая республика» (1931).
В 1932 году Я. М. Окунев был направлен в командировку в Караганду от редакции газеты «За пищевую индустрию», заразился сыпным тифом и скончался в больнице в Петропавловске.

## Книги Я. М. Окунева
- Каменное иго (рассказы «Край», «Степь», «Дарья Авилова с сыновьями», «Больной человек», «Фарисей»). Санкт-Петербург: Прометей, 1914.
- Воинская страда. Петроград: Прометей (типография «Печатный труд»), 1915.
- На передовых позициях: боевые впечатления («Письмо с Ипра», «Вооружённый народ» и другие очерки). Петроград: Издательство М. В. Попова, 1915.
- Грядущий мир[1]: 1923—2123. Утопический роман. Петроград: Прибой, 1923.
- Завтрашний день: роман. Москва: Новая Москва (библиотека рабочей молодёжи), 1924.
- Дочь. Екатеринослав, 1925.
- Усадьбы (рассказы). Москва—Ленинград: Государственное издательство, 1927.
- Катастрофа (повесть). Москва—Ленинград: Молодая гвардия, 1927.
- Грань: роман. Москва—Ленинград: Молодая гвардия, 1928.
- Чёрная кровь: роман. Москва: Издательство ЦК Союза горнорабочих СССР, 1928.
- Святые вредители: роман. Москва: Безбожник, 1929.
- По Китайской восточной дороге. Москва: Работник просвещения, 1929.
- Там, где восходит солнце. Москва—Ленинград: Госиздат, 1930.
- В стране генералов и кули. Москва: Работник просвещения, 1930.
- Зея. Москва: Издательство «Огонёк», 1930.
- Кочевая республика. Москва—Ленинград: Учпедгиз, 1931.